# Aqueduc du Colorado

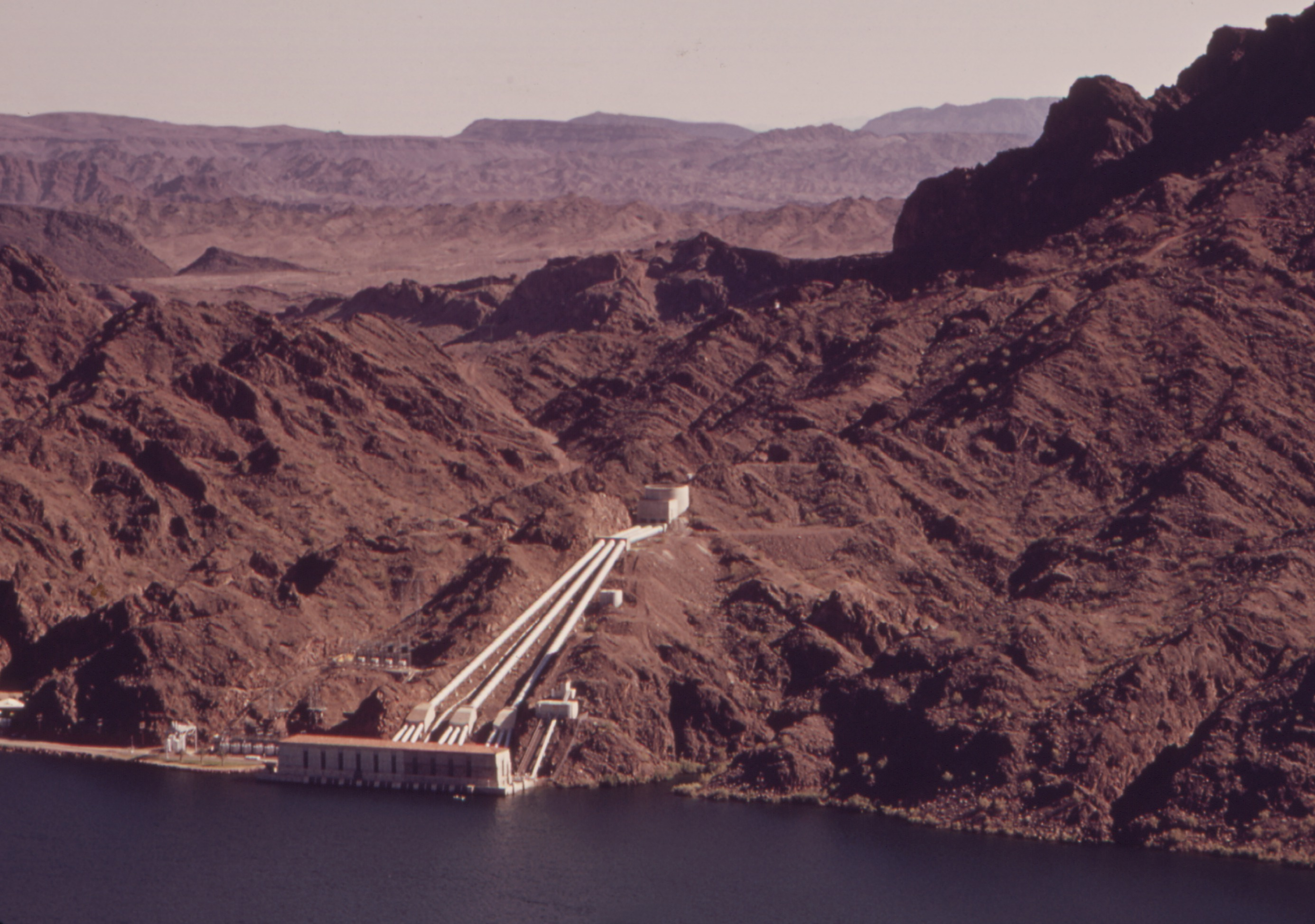
La station de pompage Whitsett sur le lac Havasu achemine l'eau 89 mètres plus haut jusqu'à l'aqueduc du Colorado (photo prise en 1972).

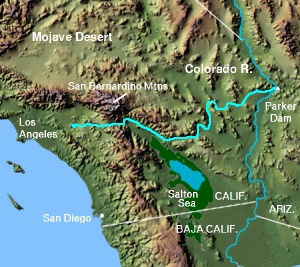
Carte de l'aqueduc du Colorado.

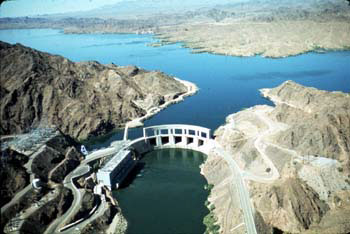
Le barrage de Parker, qui permet la formation du lac Havasu dans lequel l'eau qui alimente l'aqueduc est puisée.

L'aqueduc du Colorado, (en anglais Colorado River Aqueduct (CRA)), est un aqueduc long de 389 km, construit dans la Californie du Sud, aux États-Unis, et exploité par le Metropolitan Water District of Southern California (en) (MWD). L'aqueduc, alimenté avec l'eau du Colorado au niveau du lac Havasu, à la frontière entre les états de Californie, et de l'Arizona, traverse le désert des Mojaves et le désert du Colorado, pour rejoindre le côté est des monts Santa Ana. C'est l'une des principales sources d'eau potable pour le Sud de la Californie.
Imaginé à l'origine par William Mulholland et conçu par l'ingénieur en chef Frank E. Weymouth du MWD, c'est le plus grand projet de travaux publics dans le Sud de la Californie pendant la Grande Dépression. Le projet a employé 30 000 personnes sur une période de huit ans, avec un maximum ponctuel de 10 000 personnes.
Le système est composé de deux réservoirs, cinq stations de pompage, 100 km de canaux, 148 km de tunnels, et de 135 km de canalisations et de siphons enterrés. En moyenne annuelle, le débit est de 1,5 km3 d'eau.

## Tracé
L'aqueduc du Colorado commence près du barrage de Parker sur le Colorado. Là, l'eau est pompée vers le haut des monts Whipple (en), où elle commence à couler à travers 97 km de siphons et canaux à ciel ouvert, dans le sud du désert de Mojave. Au niveau des monts Iron (en), l'eau est à nouveau pompée pour être conduite 44 m plus haut. L'aqueduc bifurque ensuite vers le sud-ouest des monts Eagle (en). L'eau doit franchir deux dénivelés, passant d'abord d'une altitude de 134 m à plus de 430 m, puis à 550 m. Le CRA, parcourt ensuite le désert de la vallée de Coachella et la passe de San Gorgonio. Près de Cabazon, l'aqueduc est enterré, jusqu'à ce qu'il pénètre dans le tunnel de San Jacinto (en) aux pieds des monts San Jacinto. De l'autre côté de la montagne l'aqueduc poursuit sa route jusqu'au lac Mathews. À partir de là, un ensemble de 251 km de lignes de distribution, dont huit tunnels, fournit de l'eau pour les villes membres. Une partie de l'eau est pompée à San Jacinto via le canal de San Diego, une partie de l'aqueduc de San Diego, qui fournit de l'eau au comté de San Diego.

## Contexte et construction
Constatant la croissance de la région métropolitaine de Los Angeles au début des années 1900, William Mulholland et d'autres commencent à chercher de nouvelles sources d'approvisionnement en eau. Finalement, Los Angeles jette son dévolu sur les eaux de la vallée de l'Owens, à l'est de la Sierra Nevada, et, en 1913, achève la construction d'un aqueduc long de 390 km destiné à fournir de l'eau à la ville en plein essor. Au début des années 1920, la croissance de Los Angeles est si rapide que le bassin versant de la rivière Owens ne peut plus suffire aux besoins en eau de la ville, aussi bien à des fins domestiques qu'agricoles. En 1923, Mulholland et ses ingénieurs regardent vers l'est en direction d'une réserve d'eau bien plus importante, le fleuve Colorado. Le plan consiste à construire des barrages sur le Colorado et de conduire ses eaux à travers des centaines de kilomètres de montagnes et de déserts. En 1924, les premières mesures sont prises pour créer un metropolitan water district, composé de différentes villes du sud de la Californie. Le Metropolitan Water District (« Met » en abrégé) est constitué le 6 décembre 1928 et, en 1929, il reprend le projet d'un aqueduc du Colorado que la ville de Los Angeles a mené,. Au cours de la même période, pour se prémunir d'un éventuel abandon de ce projet, Los Angeles entreprend également entrepris une extension de l'aqueduc de Los Angeles jusqu'au bassin du lac Mono.
Le MWD envisage huit voies possibles pour l'aqueduc. En 1931, le conseil d'administration du MWD opte pour la route de Parker, qui nécessite la construction du barrage de Parker. Cet itinéraire est choisi parce qu'il est considéré comme le plus sûr et le plus économique. Une émission de 220 millions de dollars d'obligations est approuvée le 29 septembre 1931. Les travaux commencent en janvier 1933 près de Thousand Palms, et, en 1934, le Bureau of Reclamation commence à travailler sur le barrage de Parker. La construction de l'aqueduc est achevée en 1935. L'eau s'y écoule pour la première fois le 7 janvier 1939.
Le CRA a contribué à la croissance urbaine dans la région côtière au sud. Bien que l'eau acheminée par l'aqueduc ait été considérée comme « trop abondante et trop chère » dans les premières années de fonctionnement, les subventions (via les impôts fonciers) et l'expansion du secteur desservi par la MWD ont permis une réduction des prix et un accroissement de la demande (à production constante, cela signifie que la quantité demandée s'est accrue jusqu'à correspondre à l'offre). À propos les subventions et l'étalement urbain, ce n'est qu'en 1954 que les recettes du Met provenant de la vente de l'eau dépassent le coût de son acheminement ; ce n'est qu'en 1973 que les recettes provenant des ventes dépassent celles provenant des impôts. Comme près de 80 % des charges du Met sont fixes, les revenus doivent couvrir beaucoup plus que les dépenses de fonctionnement pour équilibrer les comptes.
En 1955, l'aqueduc est reconnu par l'American Society of Civil Engineers (ASCE) comme l'une des « sept merveilles de l'ingénierie du génie civil américain ».